# Pannocchia

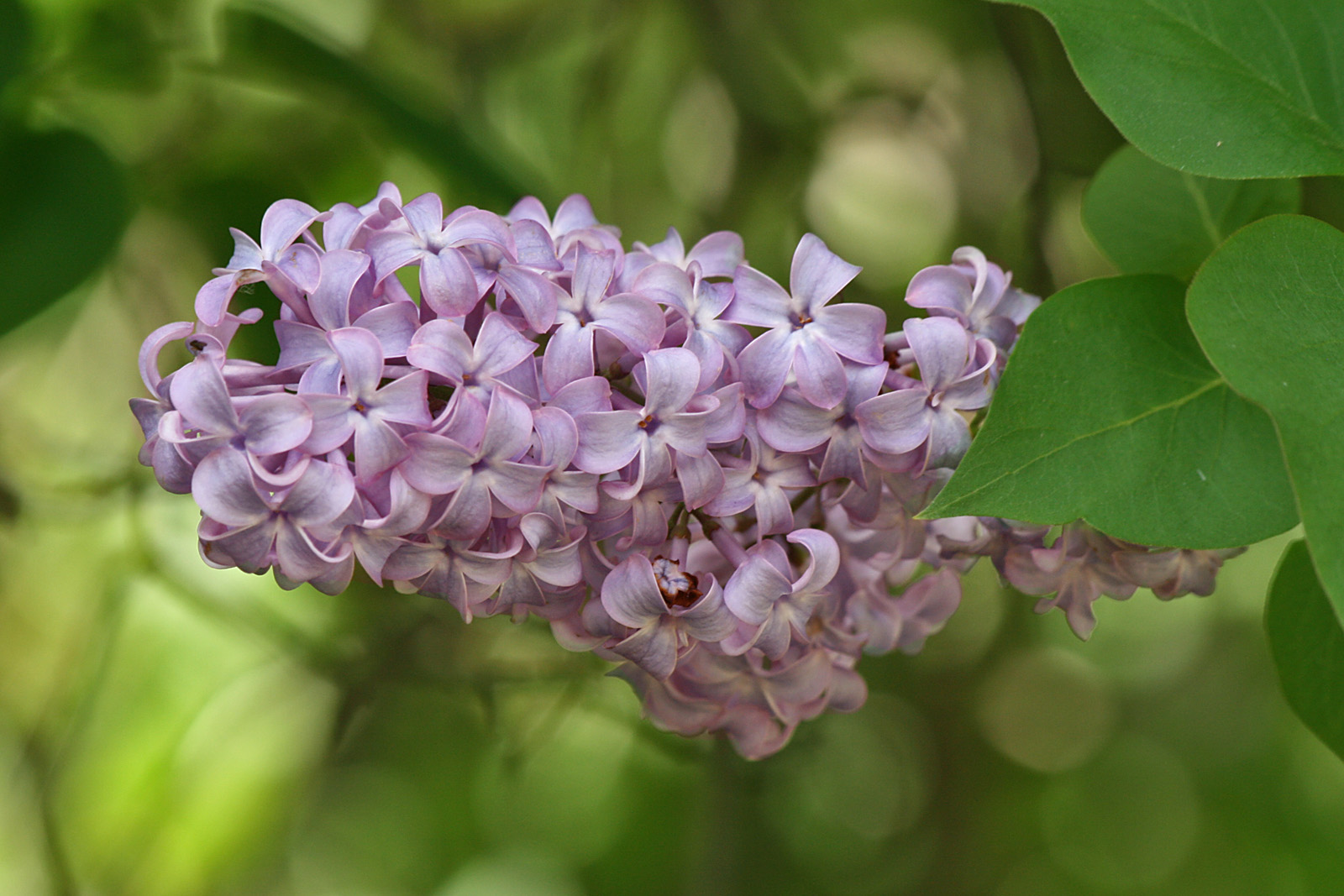
Pannocchia di lillà

La pannocchia o racemo composto o mazzocca è un'infiorescenza composta, formata da un asse principale i cui rami formano racemi.

## Pannocchia di mais

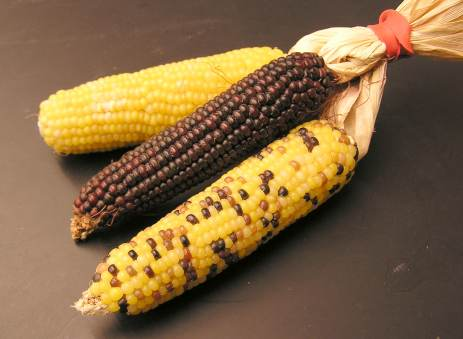
Alcuni spadici di mais

Con il termine "pannocchia" si indica comunemente, ma impropriamente, anche l'infiorescenza femminile di mais che in realtà è uno spadice. Tale infiorescenza femminile, oltre ad essere utilizzata come alimento, è impiegata per la produzione di furfurale (un'aldeide aromatica) per idrolisi acida..
L'infiorescenza maschile del mais invece, il cosiddetto "pennacchio", è propriamente una pannocchia, in quanto le spighette sono peduncolate.
Con gli spadici di mais vengono inoltre realizzate pipe.